# ローバー・メトロ

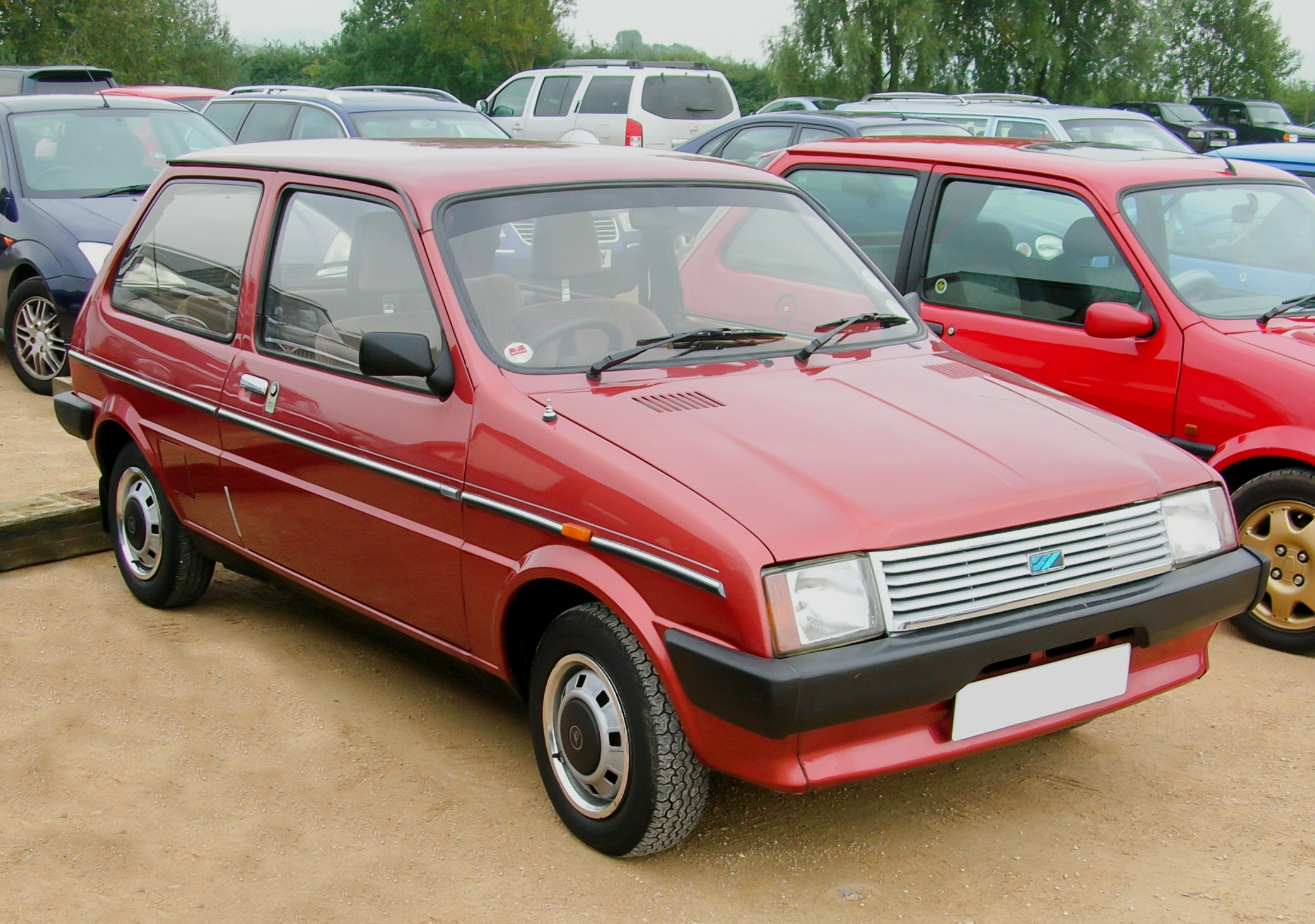
オースチン・メトロ（1983）

メトロは、ブリティッシュ・レイランド（BL）とその後継のローバー・グループによって生産されていた小型車（スーパーミニ・カー）である。
この項目ではメトロの後継車であるローバー・100についても記述する。

## 概要
初代は1980年に「オースチン・メトロ」として発売された。ミニのクラスを補う目的の車で、「LC8」というコードネームで開発されていた。
当初はオースチンブランドでのみ販売されていたが、その後モーリス、MG、ローバーなど、多くのブリティッシュ・レイランド傘下のブランドで販売された。1990年以降はローバーのみの販売となり、1994年には「ローバー・100」と名前が改められ、1998年まで生産が続けられた。

## 初代 オースチン/MG・メトロ（1980 - 1990年）

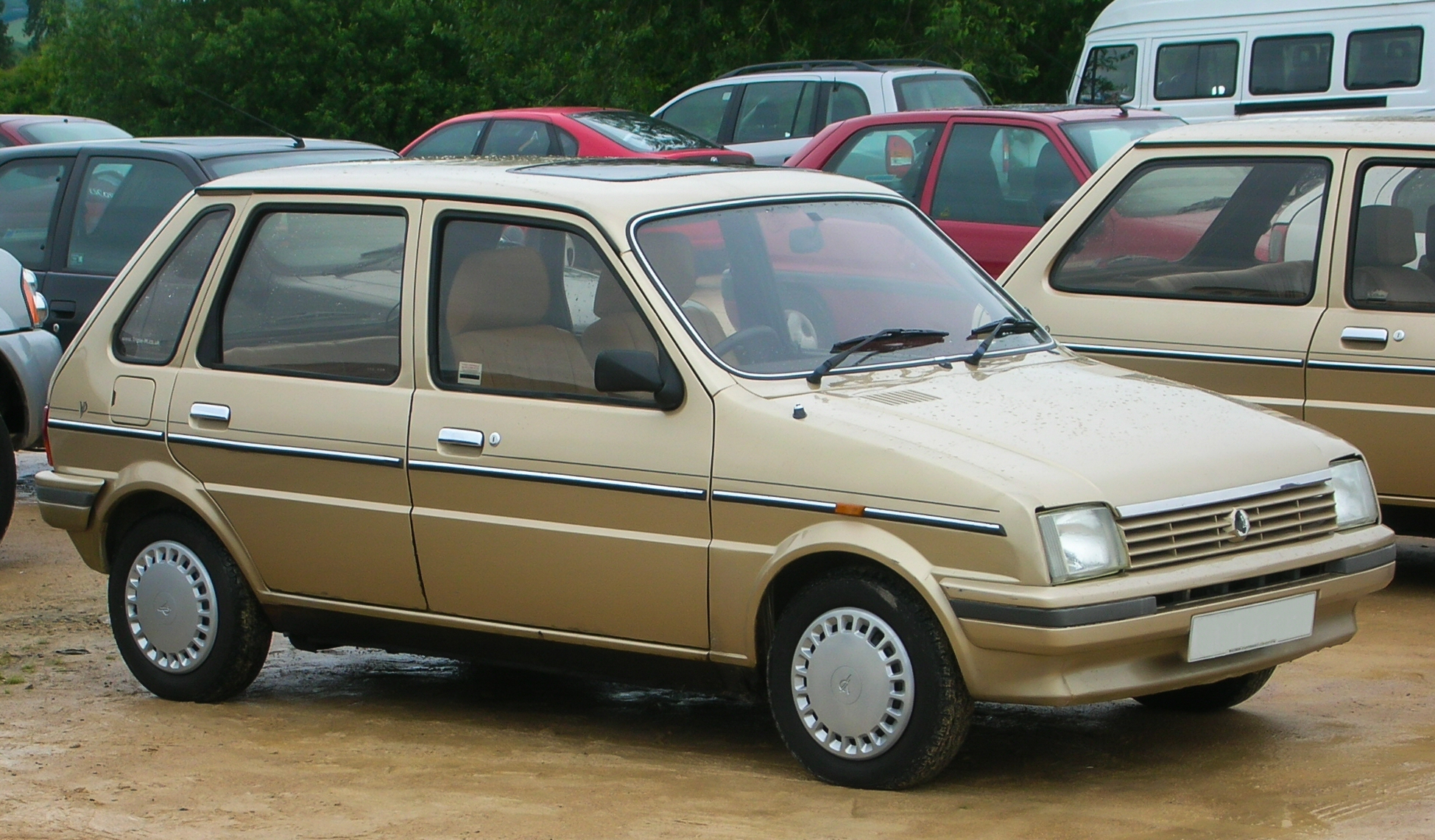
オースチン・メトロ

当時、BLにはミニの後継車開発プロジェクト「ADO88」が存在していたが、1977年に新プロジェクト「LC8」が発足し、フォード・フィエスタなどに匹敵する新たなスーパーミニ・カーの開発を目指していた。そのプロジェクトで誕生したのが初代メトロである。
メトロは発売前から多くの関心が寄せられており、1980年10月8日の英国モーターショーにて、当時の首相であるマーガレット・サッチャーの出席のもとで発表された。当時のBLは技術やデザインの陳腐化が原因で深刻な経営危機に陥っており、メトロは「BLの救世主」という期待を込められて発売された。
メトロにはミニのパワートレインが受け継がれ、998 ccと1,275 ccのエンジン・前輪駆動・4速トランスミッションとサスペンションはそのまま採用された。サスペンションにはアレグロと同じ「ハイドラガス」という機構が採用されているが、アレグロとは異なり、メトロでは前後独立となっている。
ボディタイプは3ドアハッチバックで、メトロの車内は当時のクルマの中では最も広い部類に入り、メトロの普及につながる要因の1つとなった。
車名の候補は「マッチ」「マエストロ」「メトロ」が最終的に残り、BLの従業員らの投票で「メトロ」に決定する。しかし、鉄道車両やバスの車体を製造していたコーチビルダーのメトロキャメル（Metro Camell）がこれに異議を唱え、結局はBLが「ミニメトロ」（miniMetro ）という名称で宣伝することで解決した。
メトロは発売後、広い室内とハイドラガスによる乗り心地とハンドリングが好評で、フォード・フィエスタの登場までイギリスでもっとも売れた小型車となった。
1982年にはバンデン・プラとMGブランドのメトロが発売された。バンデン・プラ版メトロにはラジカセ・電気式フロントウィンドウやオプションのレザートリムなど、より高級な装備が追加された。MG版メトロは若干のパワーアップがなされ、シリンダーヘッドやカムの交換など小規模な改良が施された。
その後まもなく、MGから「MG・メトロターボ」が発表された。このモデルはMGメトロにターボを搭載した高性能モデルで、排気システムやサスペンション、ギアボックスにも改良が加えられていた。
1985年には若干のフェイスリフトなどのマイナーチェンジが施され、5ドア版のメトロとライトバンタイプの「メトロバン」がラインナップに追加された。
メトロはイギリス国内での販売は好調だったものの、信頼性と品質の低さから国外での売れ行きはいまひとつだった。
1987年にオースチンブランドが消滅すると、同ブランドで販売されていた乗用車からはオースチンエンブレムが除かれ、モデル名のエンブレムのみで販売された。メトロもモンテゴやマエストロなどと共に、メディア等ではローバーブランドの車として扱われる事があったが、ローバー自体はこれらをローバーブランドとしては販売していなかった。メトロがローバーブランドとなるのは、翌1990年のフルモデルチェンジ以降の事である。

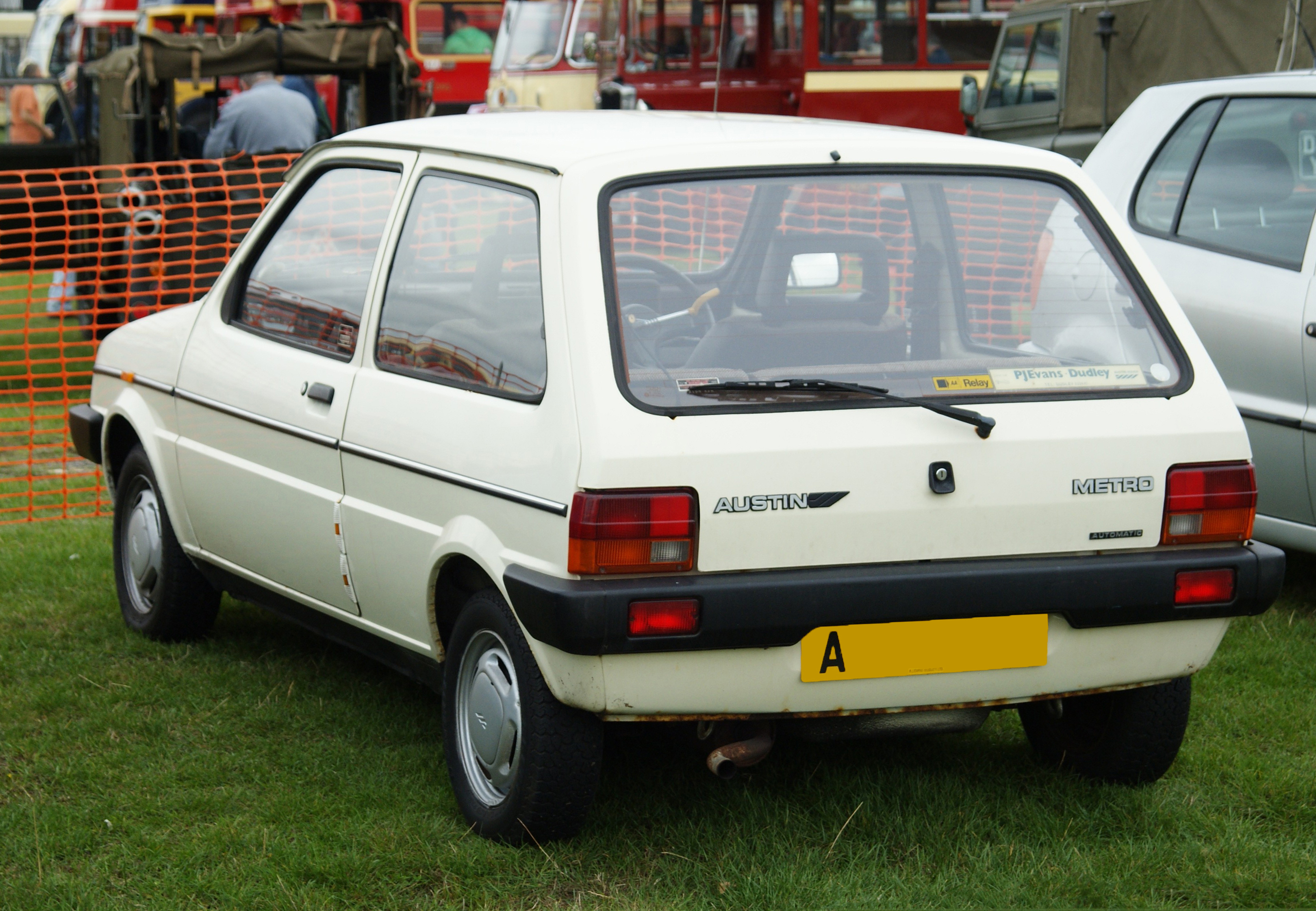
リア
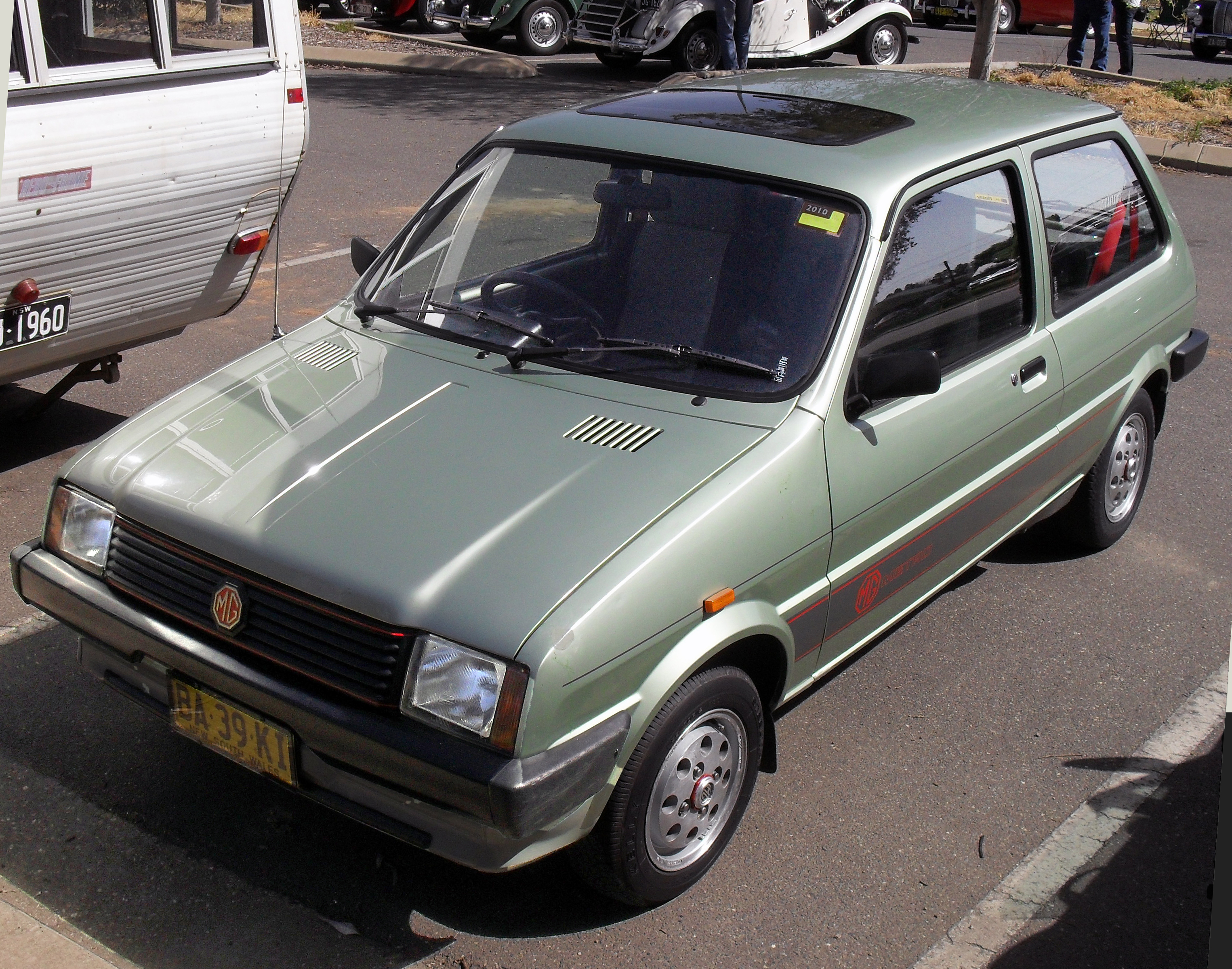
MG・メトロ
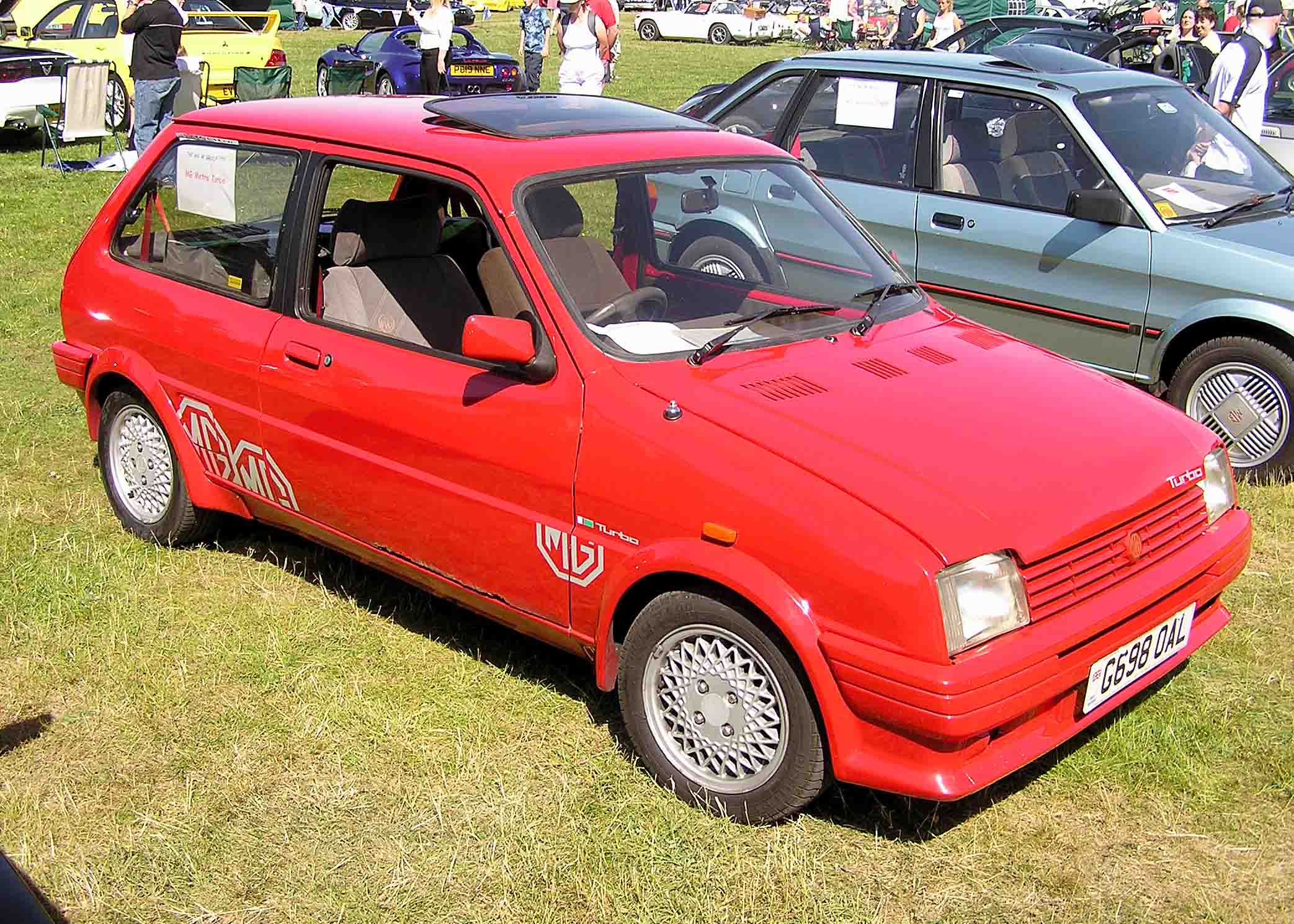
MG・メトロターボ

## 2代目 ローバー・メトロ（1990 - 1994年）

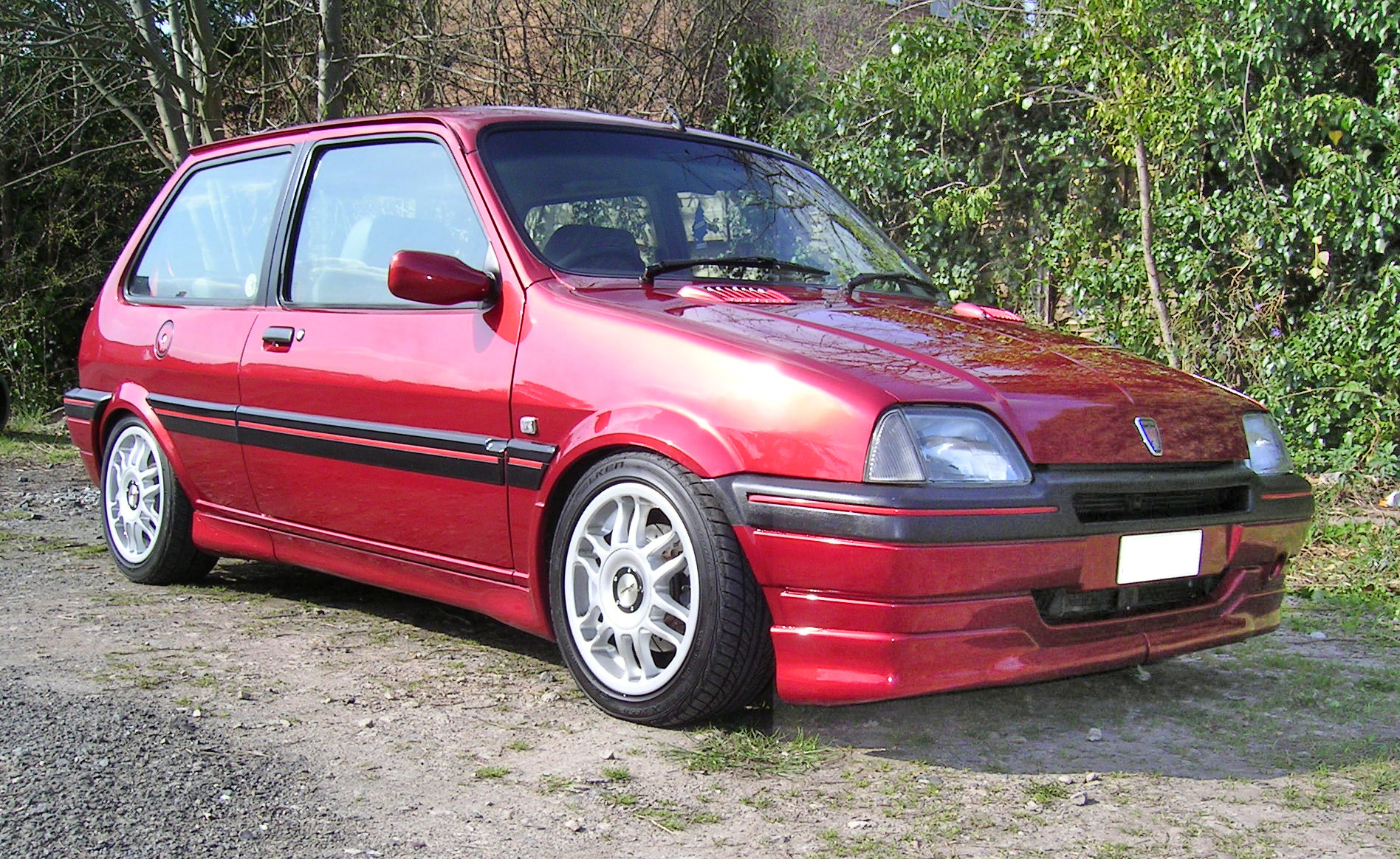
ローバー・メトロ

1990年にフルモデルチェンジが行われ、「ローバー・メトロ」として新たに発売された。
1950年代から使われ、メトロにも搭載されていたAシリーズエンジンは、新たにKシリーズエンジンに変更された。ギアボックスはプジョー製のものを使用し、ハイドラガスサスペンションは前後連結方式に変更された。
新たなボディシェルもデザインされたが、当時のオーナーであったブリティッシュ・エアロスペースがこれへの投資を拒否したためキャンセルされた。基本的なボディシェルは維持されたが、プラスチック製の新しいバンパー、フロントウィングなどが追加され、インテリアにも新しいステアリングホイール、シートなどが追加された。
ローバーのバッジが付けられてからはメトロの品質や信頼性などがかなり改善され、英自動車情報誌「What Car?」の1991年のカー・オブ・ザ・イヤーを勝ち取った。1990年代初めは他の高級車メーカーがこのクラスに参入していないことなどもあって、ルノー・クリオやフォード・フィエスタなどの新車にも劣らず戦い抜いていた。しかし、基本設計が1970年代にデザインされて以来そのままだったため、メトロの売り上げは次第に落ちていった。
日本やイタリアなどの海外では「100シリーズ」として販売されていた。日本ではローバージャパンがミニの上級モデルとして輸入していたが、ミニ以上の人気を得ることはなかった。

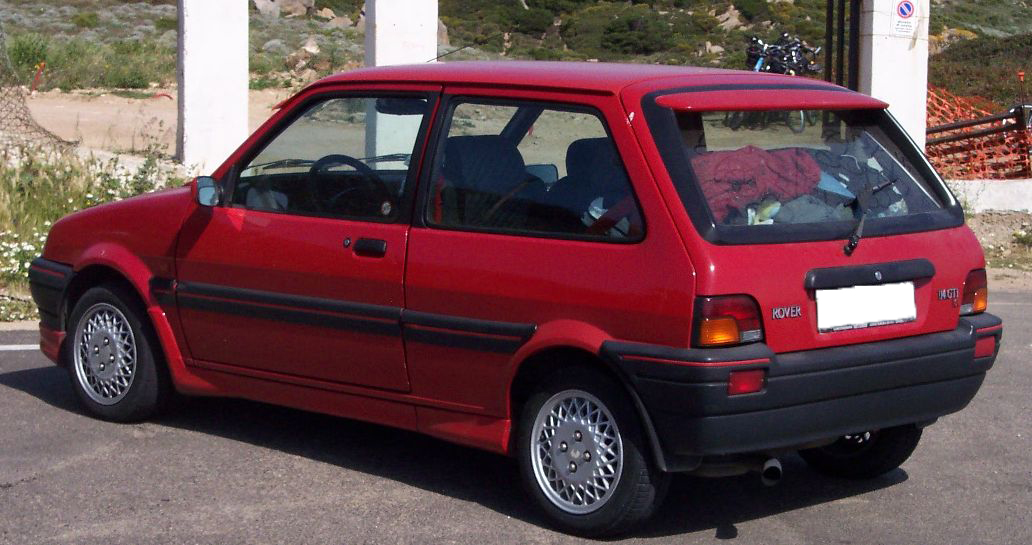
リア
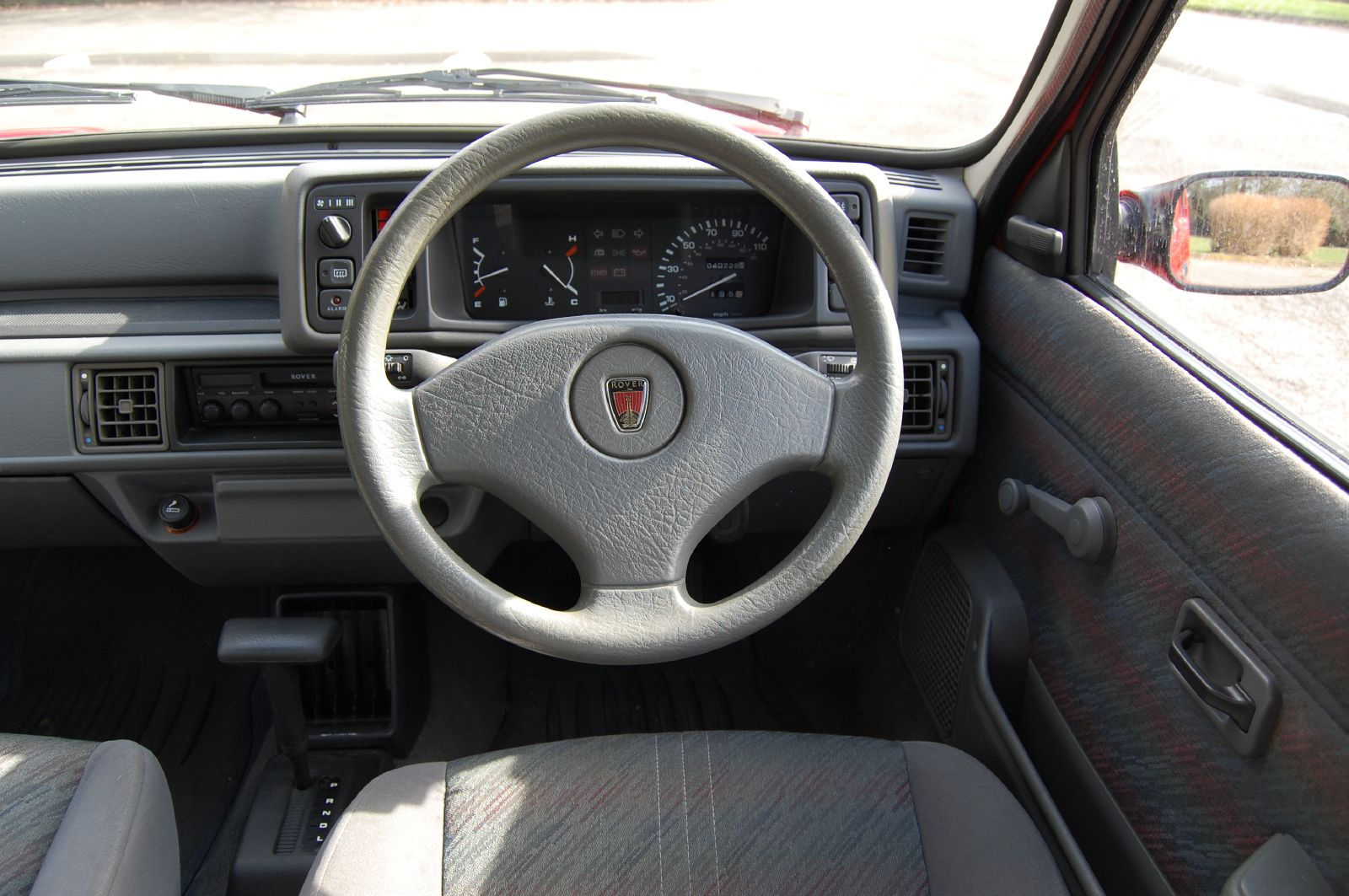
インテリア

## 3代目 ローバー・100シリーズ（1994 - 1998年）

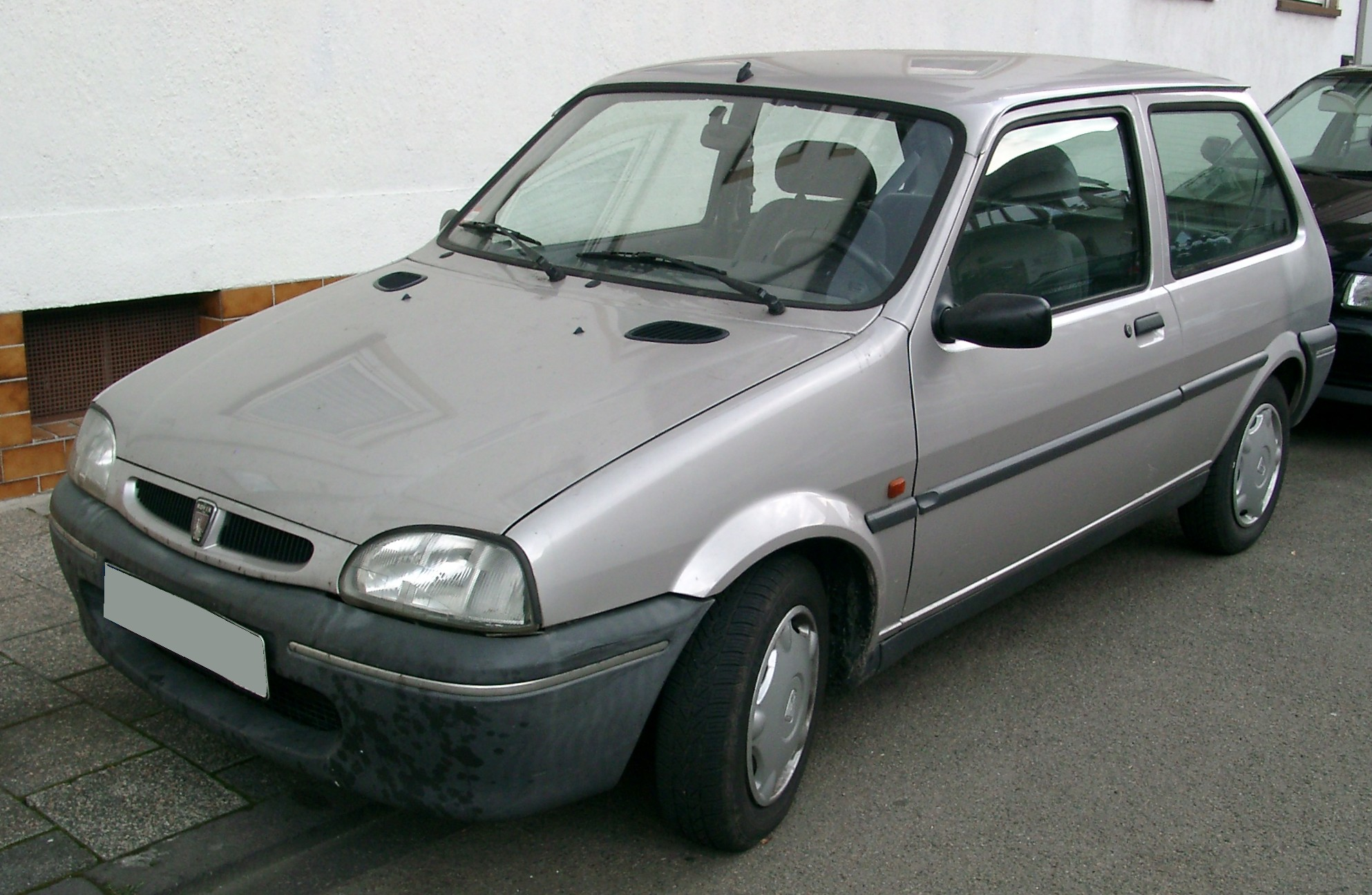
ローバー・111

1994年秋に登場した3代目は「メトロ」を名乗らず、海外で販売されていた先代メトロの名である「100シリーズ」が統一名称となった。
エクステリアは一新されたものの、メカニズムはほぼそのまま先代より継承され、1.1Lのガソリンエンジンを搭載した「111」と1.4Lのガソリンエンジンを搭載したモデル「114」がラインナップされていたが、100では新たにプジョー製1.5Lディーゼルエンジンを搭載したモデル「115」が追加された。
豊富なボディカラーとクロムトリムによってプレミアム性を高め、インテリアにもトリムを使用して高級感を上げたが、基本設計がメトロのままのため、当時のライバル車と比べると車内スペースは狭かった。さらに100には一部モデルを除いて、ABSやパワーステアリングなども搭載されておらず、装備の乏しさなども批判対象にされた。結局100はフェイスリフトはされたものの、根本的な所ではメトロと何も変わっていなかった。
エアバッグやサイドインパクトバーなどの安全装備が搭載されていたが、基本設計が1970年代のままで安全性に問題があり、1998年2月のユーロNCAPの衝突試験の「Adult Occupant Rating」部門では星1つの評価が下された唯一のクルマとなってしまった。他の部門でも星2〜3つ程度の評価しか下されず、衝突試験では前方、側面ともドライバーが全身に怪我を負う危険性があることが分かった。
経済性の良さや値段の手頃さにもかかわらず、デザイン・品質・スペックなどの面で同クラスのライバル車よりはるかに劣っていたことで、市場での売れ行きは極めて低調なものであった。1998年に生産終了。
ローバーではミニのデザインを受け継いだ新型メトロを後に発表し、それまでは100と25でつなぐという計画が練られていた。しかし、当時のオーナーであったBMWがローバー部門をフェニックス・コンソーシアムに売却したため、計画は白紙となる。BMWはメトロの後継車を25やMG・ZRとしていたが、実際はメトロよりボディサイズが若干大きかったため、厳密には後継車とは言えなかった。その後2003年にメトロと同クラスのシティローバーが発売されたが、知名度の面でメトロや100に並ぶことができなかった。

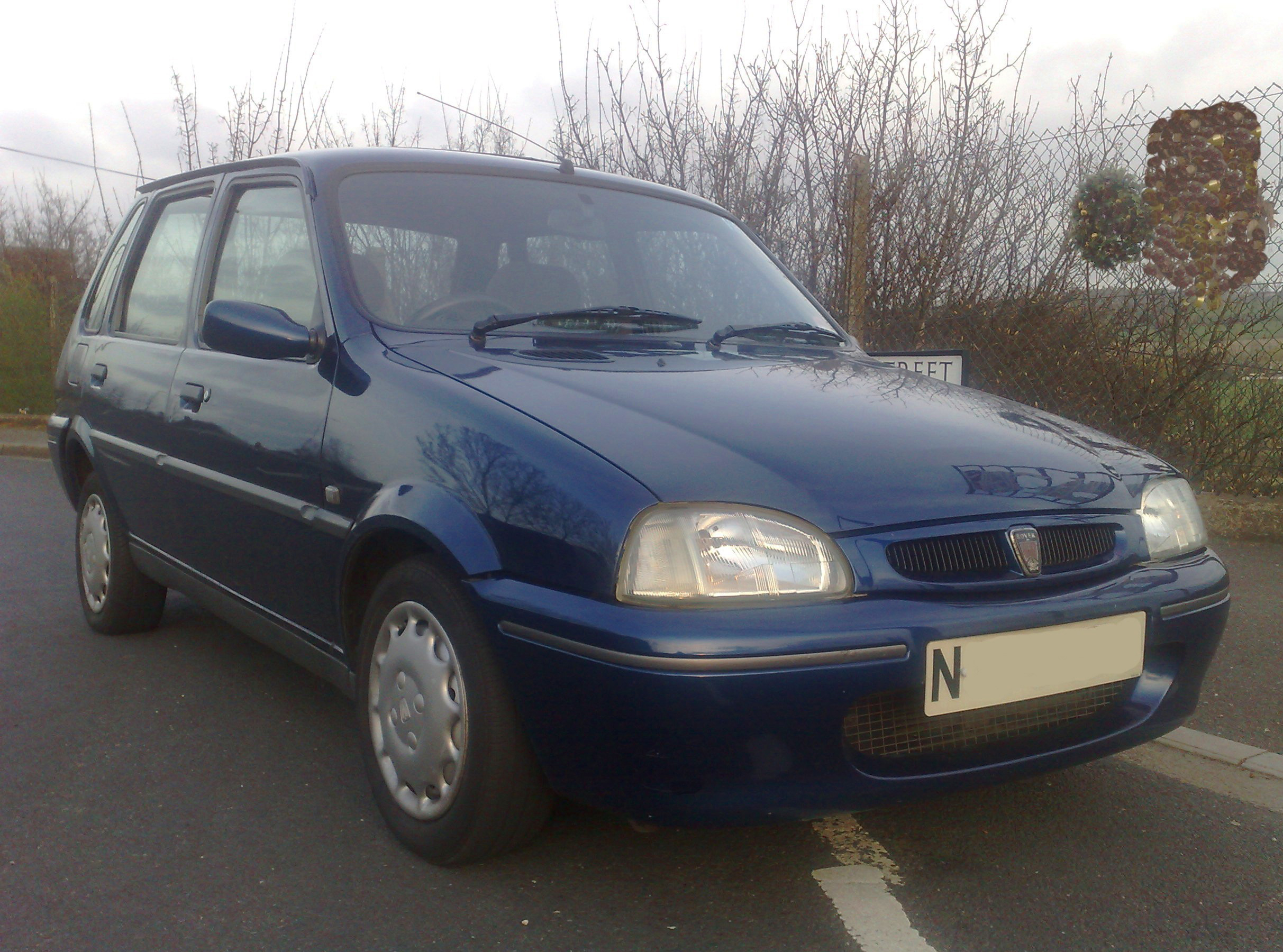
114
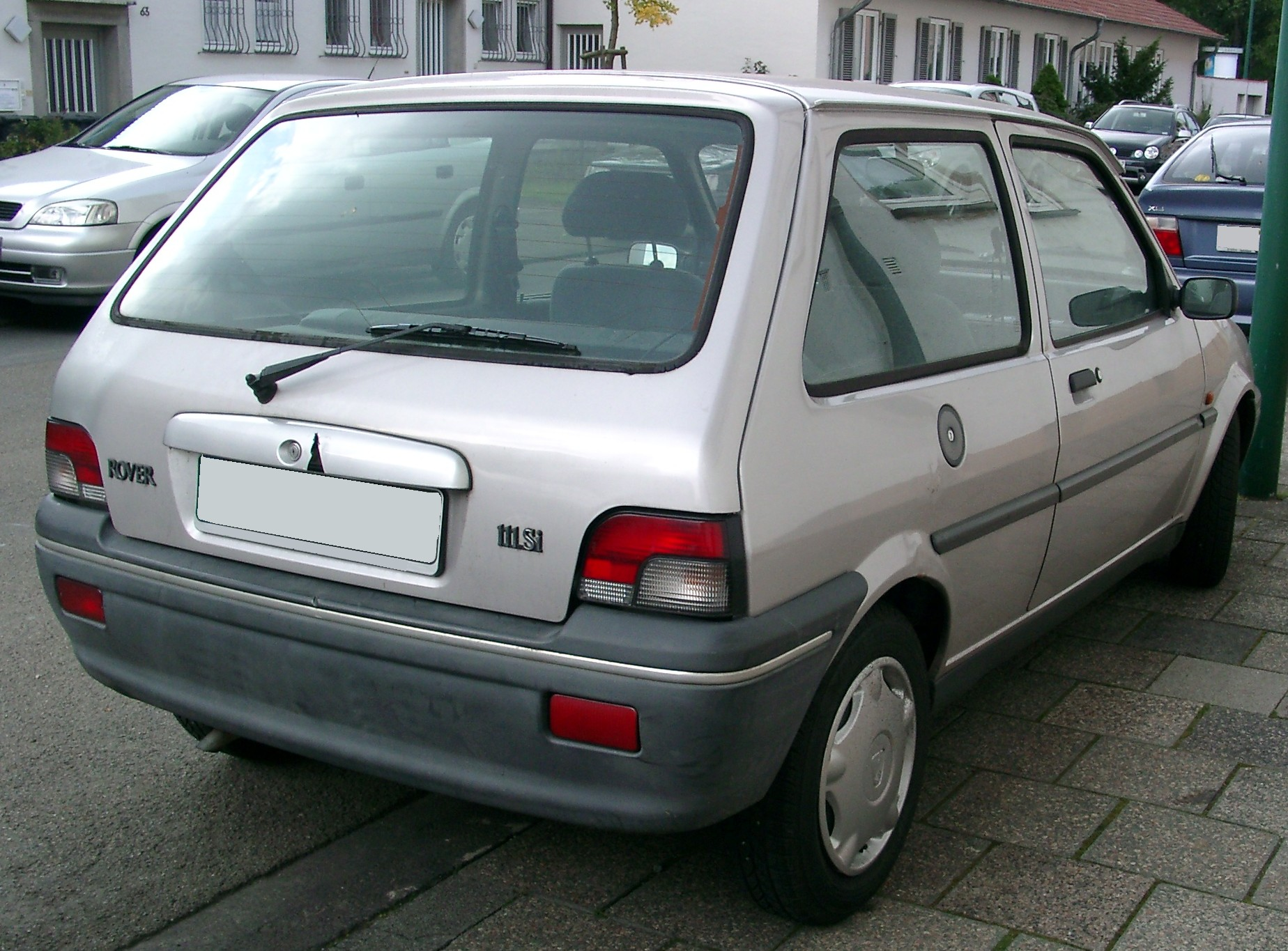
111リア
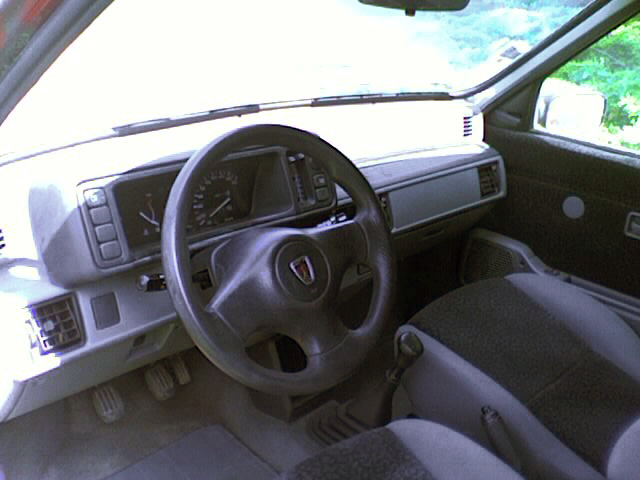
インテリア